# Гельфанд, Хаим-Янкель Шимонович
Хаим-Янкель Шимонович Гельфанд (Хаим-Янкл Гельфанд; 1877, Слуцк Минской губернии — 20 сентября 1932, Нью-Йорк) — писатель, литературовед, публицист, историк, политический деятель. Член Центральной рады.

## Биография
С 17 лет участвовал в еврейских рабочих кружках. Публиковался в Был членом Бунда, публиковал статьи в печатном органе этой организации на идише «Арбетер штимэ» (Рабочий голос). Арестовывался в 1896 и 1898 годах. Отбывал заключение в виленской политической тюрьме, впоследствии был сослан в Екатеринослав.
В 1900 году снова арестован и в 1902 году сослан в Сибирь. Находился в ссылке в Якутске. После освобождения в 1905 член ЦК Бунда. После многочисленных арестов в 1915 эмигрировал в США. С 1915 был представителем Бунда в США. После Февральской революции 1917 вернулся в Россию, жил в Петрограде и Минске, где был одним из редакторов газеты «Дер векер». Был делегатом Объединённого съезда РСДРП (19-26 серпня 1917) от организации Бунда Киевской губернии (Фастовской и Белоцерковской організаций), с правом решающего голоса. С 1918 года — в Киеве, принимал участие в работе «Культур-Лиги». После раскола Бунда — член ЦК социал-демократической партии. Участвовал в Трудовом конгрессе Украины в январе 1919. Некоторое время жил в Вильно, где продолжал партийную и редакторскую деятельность. С 1925 — в США.
Автор работ по истории еврейского рабочего движения и еврейской культуры.

## Произведения
- «Мелкобуржуазный социализм на еврейской почве: (Критика „теории“ сионистов-социалистов)», СПб., 1906;
- «Поалей сионизм: Новое течение в русском еврействе — рабочий сионизм». Критич. очерк, СПб., 1907
- «На поле культуры»
- «Еврейская литература в 1924 г.»
- «Зимние вечера»
- «На берегах Темзы»
- «Что было» (этюды и воспоминания)
- «Литература и борьба» (литературное эссе).